# Semo La
De Semo La (桑木拉) is een 5.565 m hoge bergpas in de Transhimalaya in het centrale deel van Tibet tussen Tshochen en Raka. De pas ligt in het arrondissement Tshochen in de prefectuur Ngari. Het is de hoogste gekende voor gemotoriseerd verkeer begaanbare bergpas ter wereld. De bewering dat dit record weggelegd is voor de Khardung La in India is gebaseerd op de foutieve opmeting dat deze laatste pas 5.602 m hoog zou zijn, daar waar metingen met GPS de hoogte corrigeren naar 5.359 m.
De hoogte van de Semo La werd bepaald in het kader van het NASA SRTM-programma.
Het traject wordt wekelijks door een bus bediend, en kent ook vrachtverkeer. Er wordt gewaarschuwd dat de extreme hoogte zorgt voor een laag zuurstofgehalte in de lucht.